# Najponk
Najponk, vlastním jménem Jan Knop (* 23. dubna 1972, Horlivka, Ukrajinská sovětská socialistická republika, Sovětský svaz), je český jazzový pianista.
Hraje a natáčí své autorské i převzaté skladby v klasickém jazzovém triu (piano, basa, bicí) nebo sólově (sólo piano).
Na piano hraje od svých osmi let a v roce 1990 založil trio a později kvartet Najponk Q. Získal první místo v mezinárodní soutěži jazzových pianistů v Ostravě v roce 1995 a později byl přizván do projektu Českého rozhlasu Tribute to Thelonious Monk.
Jeho trio bylo mnohokrát zvoleno kapelou roku, poprvé v roce 1998 v anketě České jazzové společnosti.
Za své první sólové album Going It Alone bylo vyhodnoceno roku 1999 v anketě časopisu Harmonie jazzová nahrávka roku. Druhé sólové album Just About Love dostal prestižní cenu Anděl 2001 v kategorii Jazz & Blues.
Mezi hráče, se kterými za své dosavadní kariéry vystupoval a spolupracoval, patří Janusz Muniak, Dave Liebman, Piotr Baron, Osian Roberts, Matt Fishwick, Gregory Hutchinson a George Mraz. S posledně jmenovaným světoznámým basistou a Martinem Šulcem natočil v dubnu 2009 desku Night Lights, která vyšla v roce 2009 ve vydavatelství CzechArt a také v témže roce Najponk natočil v červnu 2009 sólovou desku ve Velké Británii Just for my friends - Jazz at Greville Lodge - volume I, která vyšla na podzim roku 2009 na mezinárodním labelu Cube-Metier. V prosinci 2009 pro Najponka tolik plodného roku 2009, natočil i kompletní nahrávku v New Yorku v neobvyklém nástrojovém triu – Najponk – Fender Rhodes, Ondřej Pivec – Hammondovy varhany, Gregory Hutchinson – bicí, která vyšla v září roku 2010 pod názvem It´s About Time a obdržela hudební cenu ANDĚL 2010 v kategorii Jazz & Blues.

## Diskografie

### vedoucí hráč
- 1999 "Birds in Black" (Gallup Music, CZ) – Najponk – piano, Robert Balzar – bass, Martin Šulc – drums
- 1999 "Going it Alone" (Cube Metier, UK) – Najponk – piano
- 1999 "Ballads,Blues and More" (Cube Metier, UK) – Najponk trio – Najponk – piano, Robert Balzar – bass, Martin Šulc – drums
- 2001 "Just About Love" (Cube Metier, UK) – Najponk – piano
- 2003 "Autumn in New York" (Cube Metier, UK) – Najponk Trio – Najponk – piano, Petr „PD“ Dvorský – bass, Martin Šulc – drums
- 2009 "Night Lights" (CzechArt, CZ) – Najponk – piano George Mraz – bass, Martin Šulc – drums
- 2009 "Just For My Friends-Jazz at Greville Lodge vol.1" (Cube Metier, UK) – Najponk – piano
- 2010 "It´s About Time" (Animal Music, CZ) – Najponk – Fender piano, Ondřej Pivec – Hammondovy varhany, Gregory Hutchinson – drums
- 2012 "The Real Deal" (Animal Music, CZ) – Najponk – piano, Jaromír Honzák – bass, Matt Fishwick – drums
- 2013 "Live at the Office" (Gats Production LTD, Japan) – Najponk – piano, Jaromír Honzák – bass, Matt Fishwick – drums
- 2014 "Things To Come-Live at the Office vol.2" (Gats Production LTD, Japan) – Najponk – piano, Taras Voloschuk – bass, Marek Urbánek – drums
- 2014 "A Child Is Born" (Animal Music, CZ) – Najponk – solo piano
- 2015 "Cookin' at the Office" (Gats Production LTD, Japan) – Najponk – piano, Taras Voloschuk – bass, Marek Urbanek – drums
- 2015 "Final Touch Of Jazz" (Animal Music,CZ) – Najponk – piano, George Mraz – bass, Matt Fishwick – drums
- 2018 What's Next

### spoluhráč
- 2013 Roman Pokorný Quartet "Feelin´ The Spirit-Grant Green Tribute" (Revolta-My Records) Roman Pokorný – guitar, Najponk – piano, Petr Dvorský – bass, Martin Kopřiva – drums
- 1998 – Košvanec Quartet – Just Squeeze Me (Cube Metier, UK); Svatopluk Košvanec – trombone, Najponk – piano, Robert Balzar – bass, Martin Šulc – drums

## Vydavatelé
- Gats Production LTD
- My Records
- Cube Metier
- Gallup Music
- CzechArt
- Animal Music